# Публий Лициний Лукул
Публий Лициний Лукул (на латински: Publius Licinius Lucullus) е политик на Римската република през края на 2 век пр.н.е. Произлиза от фамилията Лицинии, клон Лицинии Лукули.
През 110 пр.н.е. той е народен трибун заедно с Луций Аний. Консулите тази година са Марк Минуций Руф и Спурий Постумий Албин. Пречи с Луций Аний на Постумий, който е в Рим заради изборите на консули, да вземе със себе си бързо насъбрани нови войски в Нумидия.